# Matière noire chaude
Pour un article plus général, voir Matière noire.
Pour les articles homonymes, voir HDM.
La matière noire chaude (HDM pour hot dark matter) est une forme hypothétique de matière noire qui consiste en particules se déplaçant à une vitesse très proche de celle de la lumière. Le meilleur candidat à cette identité est le neutrino. Les neutrinos ont des masses infinitésimales et ne participent pas à deux des quatre forces fondamentales, l'interaction électromagnétique et l'interaction forte. En revanche, ils participent effectivement à l'interaction faible et à la gravité, mais du fait de l'intensité très faible de ces forces, ils sont difficiles à détecter. Un grand nombre de projets, tels que l'observatoire à neutrino Super-Kamiokande à Gifu au Japon, procèdent déjà à leur étude actuellement (2011).
C'est une matière dont on ne peut détecter le rayonnement électromagnétique, d'où le qualificatif noire. Son existence a été postulée pour expliquer la formation des amas et des superamas de galaxies après le Big Bang. Les courbes de rotation des galaxies indiquent qu'à peu près 90 % de la masse des galaxies n'est pas visible. Il est seulement possible de la détecter par ses effets gravitationnels. 
La matière noire chaude ne peut pas expliquer le mode individuel de formation d'une galaxie à partir du Big Bang. Le rayonnement micro-onde du fond diffus cosmologique mesuré par COBE est très régulier et les particules à déplacement rapide ne peuvent pas s'agglomérer à si petite échelle à partir d'un agglomérat initial aussi régulier. Pour expliquer la structure à petite échelle de l'Univers, il est nécessaire d'invoquer la matière noire froide ou tiède. Par conséquent, de nos jours, les discussions relatives à la matière noire chaude s'exercent toujours dans le cadre d'une théorie de la matière noire mélangée.